# 布赖-圣艾尼昂
布赖-圣艾尼昂（法語：Bray-Saint-Aignan，法語發音：[bʁɛ sɛ̃.t‿ɛɲɑ̃]）是法国卢瓦雷省的一个市镇，位于该省中南部，属于奥尔良区。

## 历史
布赖圣艾尼昂成立于2017年1月1日，由和相邻的布赖昂瓦勒（Bray-en-Val）和圣艾尼昂德盖（Saint-Aignan-des-Gués）两个市镇合并而成，其中布赖昂瓦勒为政府驻地。

## 地理
布赖-圣艾尼昂（47°49'50"N, 2°22'3"E）面积26.16 平方千米，位于法国中央-卢瓦尔河谷大区卢瓦雷省，该省份为法国中北部省份，北起埃松省，西北接厄尔-卢瓦省，西南接卢瓦-谢尔省，南至涅夫勒省和谢尔省，东临约讷省，东北接塞纳-马恩省。
与布赖-圣艾尼昂接壤的市镇（或旧市镇、城区）包括：布济拉福雷、茹德里河畔维埃耶迈松、洛里斯、莱博尔德、博内、卢瓦尔河畔圣伯努瓦、圣马丹达巴。
布赖-圣艾尼昂的时区为UTC+01:00、UTC+02:00（夏令时）。

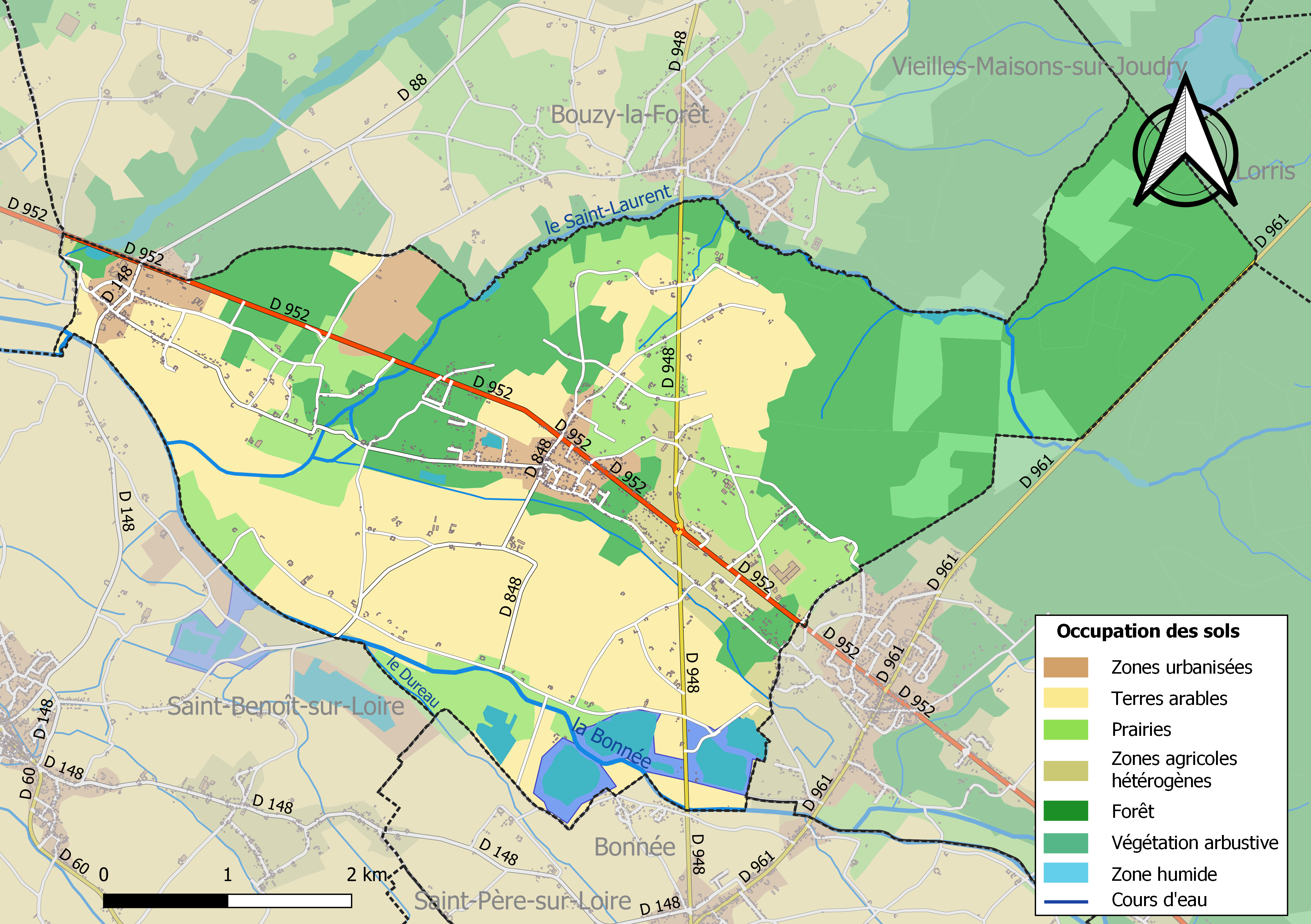
布赖-圣艾尼昂的OSM定位图

## 行政
布赖-圣艾尼昂的邮政编码为45460，INSEE市镇编码为45051。

## 政治
布赖-圣艾尼昂所属的省级选区为卢瓦尔河畔叙利县。

## 人口
布赖-圣艾尼昂于2022年1月1日时的人口数量为1774人。